# Steve Tesich

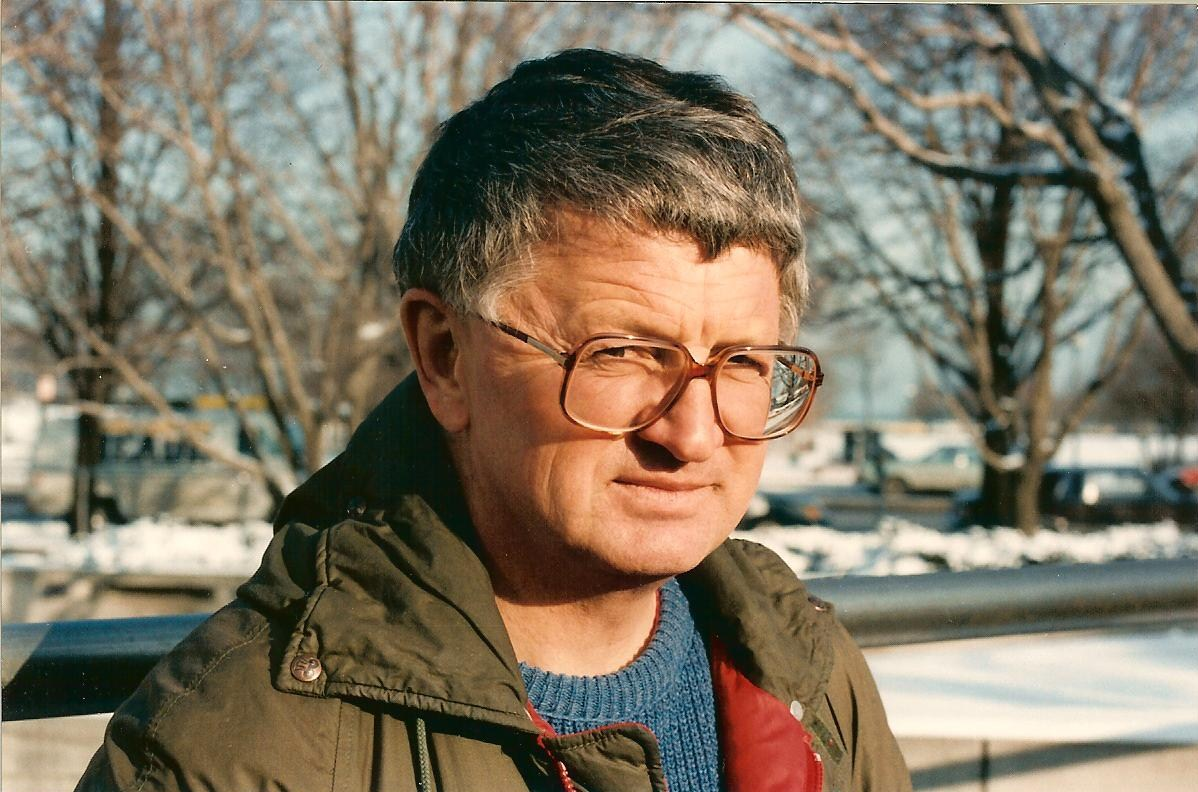
Steve Tesich 1991

Steve Tesich (* 29. September 1942 als Stojan Tešić in Užice, Jugoslawien; † 1. Juli 1996 in Sydney, Kanada) war ein serbisch-amerikanischer Schriftsteller und Drehbuchautor. 
Er kam im Alter von vierzehn Jahren nach East Chicago, Indiana/USA und studierte russische Literatur an den Universitäten von Indiana und Columbia. Tesich schrieb zahlreiche Romane, Stücke und Drehbücher, u. a. das mit einem Oscar ausgezeichnete Drehbuch für den Film Vier irre Typen – Wir schaffen alle, uns schafft keiner und für Garp und wie er die Welt sah. Tesichs Roman Abspann erschien 1999 und noch einmal 2006 auf Deutsch. Sein Erstling Summer Crossing erschien 1982 (Ein letzter Sommer; erschienen 2005 auf Deutsch beim Schweizer Verlag Kein & Aber). Steve Tesich starb 1996 im Alter von 53 Jahren an einem Herzschlag.
2005 hat das serbische Ministerium für die Diaspora einen Stojan Stiv Tešić-Literaturpreis ins Leben gerufen, welcher einmal jährlich an serbischstämmige Schriftsteller verliehen wird, die ihre Werke in einer anderen Sprache veröffentlichen.

## Filmografie
- 1979: Vier irre Typen – Wir schaffen alle, uns schafft keiner (Breaking away)
- 1980: Der Augenzeuge (Eyewitness)
- 1981: Vier Freunde (Four friends)
- 1982: Garp und wie er die Welt sah (The world according to Garp)
- 1985: Die Sieger – American Flyers (American Flyers)
- 1985: Eleni

## Romane
"Ein letzter Sommer", ISBN 3-548-60678-4
Ein Entwicklungsroman: Der jugendliche, lebensunerfahrene Ich-Erzähler Daniel verbringt nach dem Schulabschluss eine ziellose Zeit, bis er seine erste Liebe, die exotische Rachel kennenlernt. Ihr unergründlicher Charakter und ihre Liebe zu einem älteren Mann ermöglichen es Daniel aber nicht, sie an ihn zu binden. Als sein krebskranker Vater stirbt, mit dem ihn eine tiefe Hassliebe verbunden hat, zieht er sich zurück und beginnt fiktive Tagebücher ihm bekannter Personen zu schreiben, um deren Motive zu verstehen. Nach einem letzten Abschied von Rachel gibt sich Daniel einen neuen Namen und geht in die Welt hinaus.
"Abspann", ISBN 3-548-60677-6
Saul Karoo ist ein reicher, kettenrauchender Alkoholiker, der in Hollywood als Profi im Umschreiben und Flicken missglückter Filmskripts gefragt ist. Sein Problem: Je mehr Alkohol er trinkt, desto nüchterner wird sein Blick auf die Welt. Als er den Auftrag annimmt, den letzten Film eines von ihm verehrten Regisseurs umzuschreiben, versucht er zu neuem Lebensglück zu finden, indem er wie ein Skriptflicker ins wahre Leben eingreift.